# MRTさわやかモーニング
MRTさわやかモーニングは、宮崎放送で6:53〜7:45に放送していたラジオ番組。2007年3月30日に放送終了。MRTスーパーワイドバリッと朝に引き継がれた。

## 出演者
2006年4月〜9月
- 春口佳枝（月・金）
- 澁谷弘美（火・水・木）

2006年10月〜2007年3月
- 薗田潤子（月・火）
- 春口佳枝（水・木・金）

## タイムテーブル
- 6:53 ローカルニュース・天気予報
- 6:58 今日の1曲目
- 7:00 日産ラジオナビ・今日の2曲目
- 7:10 なるほど!ニュースネットワーク
- 7:25 交通情報
- 7:30 武田鉄矢・今朝の三枚おろし
- 7:40 今日の行事予定
- 7:41 今日の3曲目